# Truth or Consequences
Truth or Consequences (potocznie T or C) – miasto w stanie Nowy Meksyk w Stanach Zjednoczonych. 
Miasto jest popularnym celem turystycznym. Znajduje się w nim kilka źródeł termalnych.
Miejscowość wcześniej nosiła nazwę Hot Springs a nazwę zmieniła pod wpływem quizu radiowego.